# Rosières, Haute-Loire

Rosières este o comună în departamentul Haute-Loire, Franța. În 2009 avea o populație de 1,440 de locuitori.